# Турска демократична партия на Косово
Турска демократична партия на Косово (на албански: Partia Demokratike Turke e Kosovës; на турски: Kosova Demokratik Türk Partisi) е политическа партия за права на националното малцинство на турците в Косово. Председател на партията е Фикрим Дамка.
Тя е основана като Турски демократичен съюз (Türk Demokratik Birliği) на 19 юли 1990 г. в град Призрен, на 20 юни 2001 г. променя името си на Турската демократична партия на Косово, под ръководството на UNMIK. Седалището на партията е в Призрен. Има за своя крепост община Мамуша.

## Структури
Партията има седем структури в Косово, те са в общините – Призрен, Мамуша, Прищина, Гниляне, Вучитрън, Косовска Митровица и село Янево.

## Участия в избори

### Парламентарни избори
| Избори | Гласове | %    | Общо места | Места за турците | +/–          |
| ------ | ------- | ---- | ---------- | ---------------- | ------------ |
| 2001   | 7 879   | 1,00 | 3 / 120    | 3 / 3            | Безизменение |
| 2004   | 8 353   | 1,21 | 3 / 120    | 3 / 3            | Безизменение |
| 2007   | 4 999   | 0,87 | 3 / 120    | 3 / 3            | Безизменение |
| 2010   | 8 548   | 1,22 | 3 / 120    | 3 / 3            | Безизменение |
| 2014   | 7 424   | 1,02 | 2 / 120    | 2 / 2            | 1            |
| 2017   | 7 852   | 1,08 | 2 / 120    | 2 / 2            | Безизменение |
| 2019   | 6 788   | 0,81 | 2 / 120    | 2 / 2            | Безизменение |
| 2021   | 6 496   | 0,75 | 2 / 120    | 2 / 2            | Безизменение |